# Roque

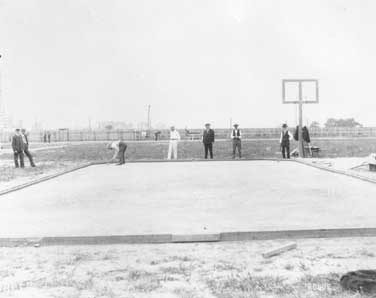
El Roque als Jocs Olímpics del 1904.

El roque és una variant americana del joc del croquet (el nom deriva d'aquest traient-ne la primera i la darrera lletra).
Es disputa en un terreny de sorra rodejat d'una paret permanent, on les pilotes poden ser jugades, semblant a com les boles xoquen contra la paret al billar. Els wickets (pals) estan ancorats permanentment a la sorra. El mall amb què es colpeja la pilota té un mànec curt, d'unes 24 polzades, i està acabat a la punta amb una cabota pedra.
El roque fou un dels esports disputats als Jocs Olímpics d'Estiu de 1904 de Saint Louis. La Lliga Americana de Roque fou creada el 1916.